# Julene Azpeitia
Julene Azpeitia Gómez (Zumaya, 8 de enero de 1888-Bilbao, 5 de febrero de 1980) fue una profesora, escritora y vascófila.

## Biografía
Cursó sus primeros estudios en Zumaya, en la Escuela Normal de Magisterio de San Sebastián, obteniendo el título en la Escuela General de Bilbao. En 1911 sacó el primer puesto en las oposiciones de Valladolid.  Tras su matrimonio permaneció cuatro años en México, de 1916 a 1920. Volvió a Euskal Herria y comenzó su carrera profesional en diferentes puestos y lugares. Exiliada tras la Guerra Civil Española, en 1947 volvió a enseñar en las escuelas de la Diputación de Vizcaya. En 1949 fue condenada y hasta 1952 tuvo que ejercer como profesora en la zona de Burgos. Se jubiló en 1958. Además de la literatura, realizó importantes aportaciones pedagógicas. Por ello, Real Academia de la Lengua Vasca la nombró miembro honorario de la institución en 1975.
Tenía dos puntos de interés: la infancia y el euskera. Fue profesora de las primeras ikastolas y colaboró en su creación. Julene, trató de llenar un hueco destacado en la literatura infantil de su época, con una redacción adecuada y un espíritu pedagógico. Fue miembro correspondiente de Euskaltzaindia y escribió en numerosas revistas: Euzkadi, Argia, Euskera, Ekin, Yakintza, Egan, Zeruko Argia, Karmel, etc. 100 cuentos suyos fueron premiados en el concurso convocado por Euskaltzaindia; Umien Adiskidea (1961).
Artículos suyos se pudieron leer en publicaciones vascas, tales como Euzkadi, Karmel, Yakintza, Egan y Zeruko Argia. Utilizaba para ello el pseudónimo Arritokeita. También fue comentarista en la radio,  colaborando con Radio Popular de Loyola y Radio Arrate.

## Obras publicadas

### Lecturas y cuentos infantiles
- Amandriaren altzoan (1961, Itxaropena): ipuin-bilduma[2]
- Irakurri, matte (1932)[3]
- Zuentzat (1974)
- Goizeko Izarra (1959)
- Auntza baratzan (1959)

### Novelas
- Odolak, odolari dei
- Martxela

### Otros
- Osasuna, merketa eta yanaritza: sukaldaritza liburua.[4]
- Umien adiskidea (1961)

## Reconocimientos
- De la mano del departamento de Educación y Euskera del Ayuntamiento de Zumaya, a partir del año 1988,  se organiza anualmente el Concurso de Cuentos Julene Azpeitia y edita los premiados en diferentes soportes.[5]
- El Ayuntamiento de Durango organiza el Concurso Literario Julene Azpeitia, con el objetivo de fomentar el euskera porque como Julene comparten la idea de que "los niños y niñas son el motor y la esperanza de futuro de nuestro idioma" y en 2004 inauguró la Guardería Municipal, a la que puso el nombre de Julene Azpeitia Haur Eskola [6][7]